# Pedro Santorromán Lacambra
Pedro Santorromán Lacambra, (Abizanda, 6 de enero de 1956 - Zaragoza, 21 de mayo de 2005) fue un político e ingeniero aragonés, militante del Partido de los Socialistas de Aragón.
Fue alcalde de Abizanda, su localidad natal desde las elecciones de 1991 hasta su muerte por infarto de miocardio en 2005. De su mandato se recuerda el esfuerzo e iniciativas culturales para mantener el patrimonio de la localidad y favorecer las relaciones con los valles franceses vecinos. Así, se crearon el Museo de Creencias y Religiosidad Popular del Pirineo Central y el Centro de Estudios y Documentación de Aure y Sobrarbe, que ha tomado el nombre oficial de CEDAS Pedro Santorromán.
Destacó como portavoz de los municipios pirenáicos afectados por los embalses y fue elegido senador por la provincia de Huesca en el Senado de España en 2004.

## Homenajes
En agosto de 2012 le dedicaron una calle en su localidad natal, en recuerdo de su carrera política.